# Ronde van Groot-Brittannië 1998
De Prudential Tour 1998 was een wielerkoers in Groot-Brittannië, die werd gehouden van zaterdag 23 mei tot en met zondag 31 mei 1998. Het was de eerste editie van deze meerdaagse profwielerronde onder deze naam, die van 1997 tot 1995 werd verreden als de Kellogg's Tour of Britain. In 2004 ging de wedstrijd verder onder de naam Tour of Britain (Nederlands: Ronde van Groot-Brittannië). De eindzege ging naar Stuart O'Grady. De Australiër schreef twee etappes op zijn naam. Aan deze editie namen geen Belgische en Nederlandse renners deel.

## Etappe-overzicht
| etappe  | datum  | start       | finish              | afstand | winnaar             | klassementsleider |
| ------- | ------ | ----------- | ------------------- | ------- | ------------------- | ----------------- |
| Proloog | 23 mei | Stirling    | Stirling            | 4,2 km  | Chris Boardman      | Chris Boardman    |
| 1e      | 24 mei | Edinburgh   | Newcastle upon Tyne | 207 km  | Chris Boardman      | Chris Boardman    |
| 2e      | 25 mei | Gateshead   | York                | 169 km  | Stuart O'Grady      | Stuart O'Grady    |
| 3e      | 26 mei | Manchester  | Blackpool           | 186 km  | Jay Sweet           | Stuart O'Grady    |
| 4e      | 27 mei | Chester     | Nottingham          | 153 km  | Julian Winn         | Stuart O'Grady    |
| 5e      | 28 mei | Birmingham  | Cardiff             | 207 km  | Rit gestaakt        | Stuart O'Grady    |
| 6e      | 29 mei | Bristol     | Reading             | 146 km  | Vjatsjeslav Jekimov | Stuart O'Grady    |
| 7e      | 30 mei | Chessington | Rochester           | 169 km  | Stuart O'Grady      | Stuart O'Grady    |
| 8e      | 31 mei | Londen      | Londen              | 80 km   | Jay Sweet           | Stuart O'Grady    |

## Etappe-uitslagen

### Proloog
| Stirling – Stirling (4,2 km) |                    |                  |          |
| Plaats                       | Naam               | Ploeg            | tijd     |
| Winnaar                      | Chris Boardman     | GAN              | 06'08"68 |
| 2                            | George Hincapie    | US Postal        | +01" 70  |
| 3                            | Dariusz Baranowski | US Postal        | +05" 12  |
| 4                            | Matt Illingworth   | Team Brite Voice | +06" 28  |
| 5                            | Stuart O'Grady     | GAN              | +11" 15  |

### 1e etappe
| Edinburgh – Newcastle upon Tyne (207 km) |                 |           |          |
| Plaats                                   | Naam            | Ploeg     | tijd     |
| Winnaar                                  | Chris Boardman  | GAN       | 5u06'26" |
| 2                                        | André Korff     | Festina   | +00' 01" |
| 3                                        | Stuart O'Grady  | GAN       | z.t.     |
| 4                                        | George Hincapie | US Postal | z.t.     |
| 5                                        | Laurent Lefèvre | Festina   | z.t.     |

### 2e etappe
| Gateshead – York (169 km) |                    |                  |          |
| Plaats                    | Naam               | Ploeg            | tijd     |
| Winnaar                   | Stuart O'Grady     | GAN              | 4u05'14" |
| 2                         | Jon Clay           | Team Brite Voice | z.t.     |
| 3                         | Ludovic Auger      | BigMat-Auber '93 | z.t.     |
| 4                         | Dariusz Baranowski | US Postal        | z.t.     |
| 5                         | Neil Stephens      | Festina          | +00' 06" |

### 3e etappe
| Manchester – Blackpool (186 km) |                  |                  |          |
| Plaats                          | Naam             | Ploeg            | tijd     |
| Winnaar                         | Jay Sweet        | BigMat-Auber '93 | 4u49'35" |
| 2                               | Magnus Bäckstedt | GAN              | z.t.     |
| 3                               | Stuart O'Grady   | GAN              | z.t.     |
| 4                               | George Hincapie  | US Postal        | z.t.     |
| 5                               | Ludovic Auger    | BigMat-Auber '93 | z.t.     |

### 4e etappe
| Chester – Nottingham (153 km) |                  |                  |          |
| Plaats                        | Naam             | Ploeg            | tijd     |
| Winnaar                       | Julian Winn      | Wales            | 3u39'06" |
| 2                             | Kevin Dawson     | Groot-Brittannië | z.t.     |
| 3                             | Stuart O'Grady   | GAN              | +00' 50" |
| 4                             | André Korff      | Festina          | z.t.     |
| 5                             | Chris Lillywhite | Groot-Brittannië | z.t.     |

### 5e etappe
De vijfde etappe, die ging van Birmingham naar Cardiff over een afstand van 207 kilometer, werd gestaakt wegens een dodelijk ongeval van een politieagent.

### 6e etappe
| Bristol – Reading (146 km) |                     |                  |          |
| Plaats                     | Naam                | Ploeg            | tijd     |
| Winnaar                    | Vjatsjeslav Jekimov | US Postal        | 3u30'17" |
| 2                          | Stuart O'Grady      | GAN              | +00' 01" |
| 3                          | André Korff         | Festina          | z.t.     |
| 4                          | Carlos Da Cruz      | BigMat-Auber '93 | z.t.     |
| 5                          | Chris Boardman      | GAN              | z.t.     |

### 7e etappe
| Chessington – Rochester (169 km) |                  |                  |          |
| Plaats                           | Naam             | Ploeg            | tijd     |
| Winnaar                          | Stuart O'Grady   | GAN              | 4u21'47" |
| 2                                | Magnus Bäckstedt | GAN              | z.t.     |
| 3                                | Jay Sweet        | BigMat-Auber '93 | z.t.     |
| 4                                | Tristan Priem    | Australië        | z.t.     |
| 5                                | Graeme Miller    | Nieuw-Zeeland    | z.t.     |

### 8e etappe
| Londen – Londen (80 km) |                  |                  |          |
| Plaats                  | Naam             | Ploeg            | tijd     |
| Winnaar                 | Jay Sweet        | BigMat-Auber '93 | 1u39'12" |
| 2                       | David McKenzie   | Australië        | z.t.     |
| 3                       | André Korff      | Festina          | z.t.     |
| 4                       | Chris Lillywhite | Groot-Brittannië | z.t.     |
| 5                       | Magnus Bäckstedt | GAN              | z.t.     |

## Eindklassementen

### Algemeen klassement
| Prudential Tour 1998 |                    |                  |           |
| Plaats               | Naam               | Ploeg            | Tijd      |
| Gele trui            | Stuart O'Grady     | GAN              | 27u17'53" |
| 2                    | Chris Boardman     | GAN              | +00' 46"  |
| 3                    | Dariusz Baranowski | US Postal        | +00' 57"  |
| 4                    | Neil Stephens      | Festina          | +01' 14"  |
| 5                    | Tyler Hamilton     | US Postal        | +01' 32"  |
| 6                    | Carlos Da Cruz     | BigMat-Auber '93 | +01' 33"  |
| 7                    | Stéphane Bergès    | BigMat-Auber '93 | +01' 52"  |
| 8                    | Chris Newton       | Team Brite Voice | z.t.      |
| 9                    | Magnus Bäckstedt   | GAN              | +02' 15"  |
| 10                   | Nicki Sørensen     | Denemarken       | +02' 37"  |

1987 · 
1988 · 
1989 · 
1990 · 
1991 · 
1992 · 
1993 · 
1994 · 
1995 · 
1996 · 
1997 · 
1998 · 
1999 · 
2000 · 
2001 · 
2002 · 
2003 · 
2004 · 
2005 · 
2006 · 
2007 · 
2008 · 
2009 · 
2010 · 
2011 · 
2012 · 
2013 · 
2014 · 
2015 · 
2016 ·
2017 · 
2018 ·
2019 ·
2020 · 
2021 · 
2022 · 
2023 · 
2024 ·